# Patience Cooper

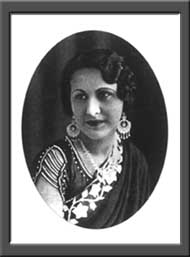
Patience Cooper

Patience Cooper (* um 1905; † unbekannt) war eine indische Filmschauspielerin der 1920er- bis 1940er-Jahre und einer der ersten weiblichen indischen Filmstars.

## Leben
Patience Cooper ist anglo-indischer Herkunft und wurde wahrscheinlich in Calcutta geboren. Sie begann als Tänzerin in Bandmann's Musical Comedy und war danach bei der bengalischen Gesellschaft Madan Theatres des frühen indischen Film- und Theatermoguls Jamshedji Framji Madan angestellt. In ihrem ersten Film Nala Damayanti, bei dem der Italiener Eugenio de Liguoro Regie führte, spielte sie die Hauptrolle der Damayanti. Ihr heller Hautton und ihre scharfen Gesichtskonturen machten die Ausleuchtung ihres Gesichtes technisch einfacher als bei den meisten reinen Indern und eine Kopie des „Hollywood-Look“ möglich. Sie trat häufig in Filmen Jyotish Bannerjees, aber auch unter Sisir Bhaduri, J. J. Madan und Priyanath Ganguly auf. Ihre häufigsten Filmpartner waren Durgadas Bannerjee und Tulsi Bannerjee. 1923 spielte Cooper in Patni Pratap zwei Schwestern – die erste Doppelrolle in einem indischen Film – und 1925 in Kashimiri Sundari Mutter und Tochter. Ihr bekanntester Film der 1930er Jahre war Zehari Saap (1933) von J. J. Madan.
Cooper trat bis 1944 in Filmen auf; ihr späterer Verbleib ist ungeklärt.

## Filmografie (Auswahl)
- 1920: Nala Damayanti
- 1921: Mohini
- 1921: Dhruva Charitra
- 1922: Pati Bhakti
- 1922: Kamale Kamini
- 1923: Noorjehan
- 1923: Patni Pratap
- 1925: Kashmiri Sundari
- 1927: Durgesh Nandini
- 1929: Kapal Kundala
- 1933: Zehari Saap